# 土師駅
土師駅（はじえき）は、鳥取県八頭郡智頭町大字三吉字又衛門田にある西日本旅客鉄道（JR西日本）因美線の駅である。
電報略号は、「ハシ」が波子駅で使用されているため、「ハチ」である。

## 歴史
- 1932年（昭和7年）7月1日：鉄道省因美線智頭 - 美作河井間延伸時に開設[1]。
  - 当時の所在地表示は鳥取県八頭郡土師村大字三吉字又衛門田であった。
- 1935年（昭和10年）2月20日：土師村が智頭町に編入、所在地表示が鳥取県八頭郡智頭町大字三吉字又衛門田となる。
- 1962年（昭和37年）9月1日：貨物取扱廃止[2]。
- 1963年（昭和38年）4月1日：日本交通観光社に業務委託[3]。
- 1970年（昭和45年）
  - 10月1日：荷物扱い廃止[2]、無人駅化[4]。
  - 10月15日：地元農協による簡易委託駅化[5]。これは国英駅と並んで全国初[6]。
- 1987年（昭和62年）4月1日：国鉄分割民営化に伴い、JR西日本の駅となる[2]。

## 駅構造

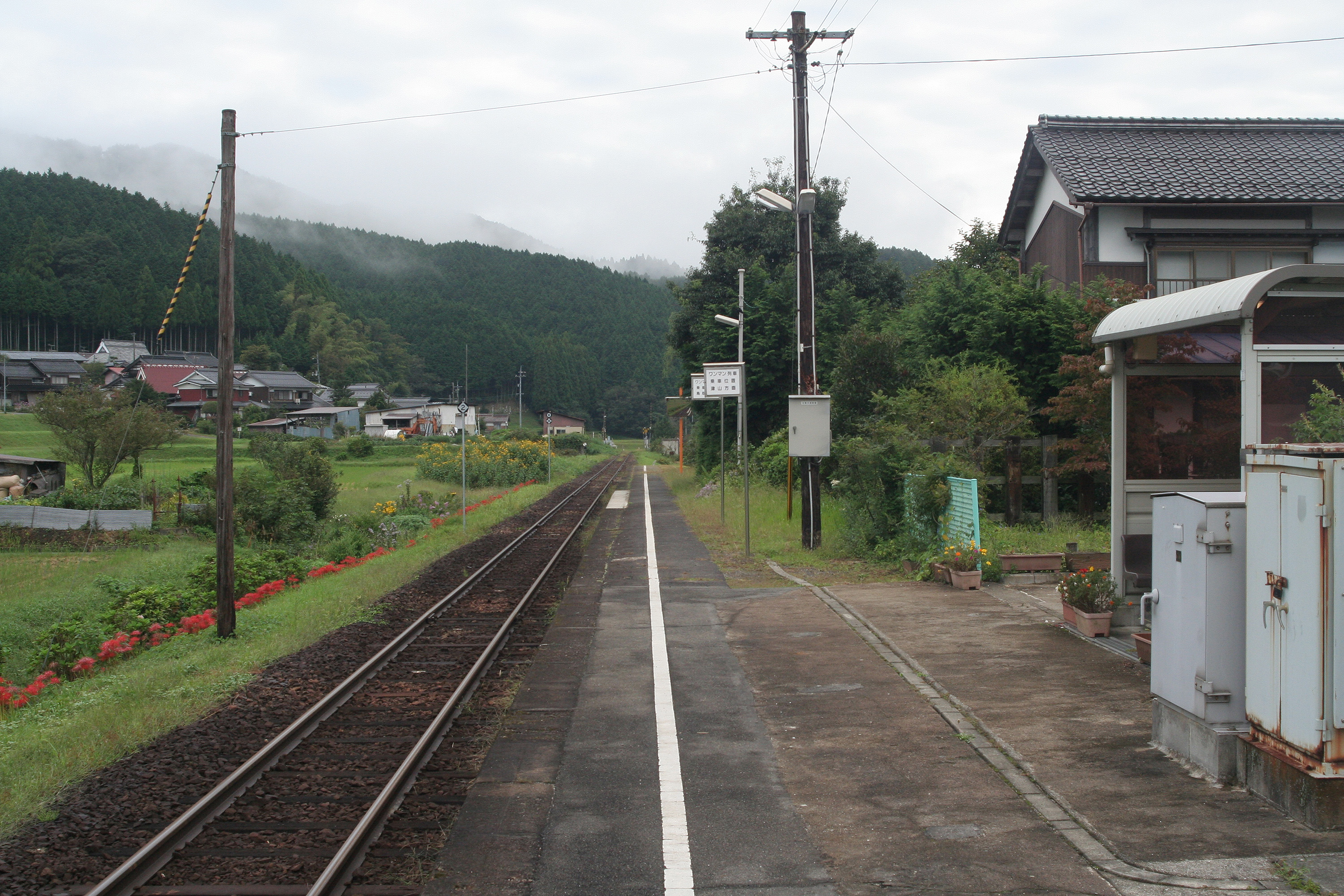
構内（2007年10月）

単式ホーム1面1線を有する地上駅（停留所）。木造駅舎は解体され、代わりに小さな待合所が建てられた。
鳥取鉄道部管理の無人駅。

## 利用状況
| 1日乗降人員推移 | 1日乗降人員推移 |
| 年度            | 1日平均人数     |
| --------------- | --------------- |
| 2011年          | 55              |
| 2012年          | 58              |
| 2013年          | 61              |
| 2014年          | 56              |
| 2015年          | 50              |
| 2020年          | 44              |

## 駅周辺
- 国道53号
- 鳥取県道215号土師停車場線

## 隣の駅
西日本旅客鉄道（JR西日本）
 因美線
■快速・■普通
智頭駅 - 土師駅 - 那岐駅